# Dignity
Dignity (Dignidad) es el cuarto álbum de estudio de la cantante estadounidense Hilary Duff, lanzado el 3 de abril de 2007 en Estados Unidos y en días anteriores en todo el mundo. Hilary coescribió todas las canciones junto a Kara DioGuardi, quien coprodujo el álbum junto a Chico Bennett, Richard Vission, Vada Nobles, entre otros.
En contraste con la sensibilidad Rock del anterior trabajo de Duff, Dignity se caracteriza por tener influencias de Dance pop y Electropop. Llegó a la tercera posición del EE.UU Billboard 200, y la RIAA certificó de oro al álbum por ventas de más de 500.000 unidades en Estados Unidos. Los tres sencillos del álbum -"Play with Fire", "With Love" y "Stranger", estuvieron dentro del Top 40 del EE.UU Billboard Hot Dance Club Songs, estos dos últimos alcanzando el N° 1. Hasta el momento el álbum ha vendido más de 1 millones de copias mundialmente.

## Producción y lanzamiento
Hilary Duff coescribió cada canción del álbum con Kara DioGuardi; también trabajó con el productor y compositor Rhett Lawrence. Otros productores y mezcladores en el álbum incluyen a Richard “Humpty” Vission, Tim y Bob, Manny Marroquin, will.i.am, Chico Bennett, Vada Nobles y Fred Wreck.
En este cambio hacia una música más "dance", han tenido mucho que ver los colaboradores de Duff. Alguno de ellos, como will.i.am, del famoso grupo de hip hop Black Eyed Peas, utilizando "samples" y "drums" típicos de la electrónica, mientras que otros de los involucrados son directamente productores o arreglistas de música electropop, como el caso de Chico Bennett, quien ha colaborado con Madonna o Usher. También ha vuelto a tener un papel importante en este disco la compositora y productora Kara DioGuardi, quien coescribió todas las canciones del disco con Hilary. DioGuardi es famosa por haber compuesto numerosos temas de éxito para un sinfín de artistas, como Kylie Minogue, Avril Lavigne, Ashlee Simpson, Kelly Clarkson y The Pussycat Dolls
Originalmente el álbum iba a ser publicado el 21 de noviembre de 2006, pero en una entrevista en Nueva York, Duff afirmó que sería pospuesto al 5 de diciembre, ya que aún faltaba producir más de la mitad del disco. Sin embargo, para esas fechas la cantante y también actriz fue contratada para protagonizar la película de suspenso y acción, «War, Inc.». El film era realizado en Bulgaria, por lo que nuevamente el álbum fue pospuesto. En enero de 2007, el sitio web oficial de la discográfica, Hollywood Records, divulgó que el álbum sería publicado definitivamente el 3 de abril de 2007 en Estados Unidos.
Dignity es un álbum donde Hilary da un giro electrónico a su habitual estilo, con un ritmo más bailable y orgánico. En este disco intervienen instrumentos reales, con un estilo menos pop rock y más electrónico. Duff incluyó en el álbum música pop-dance, hindú y ritmos balineses, al estilo de los años '50. Duff citó como influencia del disco a Gwen Stefani, Beyoncé y en particular el grupo The Faint, que mezclan "dance beats" con instrumentos en vivo y elementos de rock de India. El álbum ha sido comparado con la música de Depeche Mode, Gwen Stefani, Madonna, Justin Timberlake, Kylie Minogue, Christina Aguilera, Prince, Backstreet Boys y Britney Spears.
Dignity fue lanzado en dos ediciones: la versión estándar, que contiene 14 canciones inéditas, incluyendo Play with Fire, Stranger y el éxito With Love, y la versión de lujo, que además de las nuevas canciones, contiene 9 vídeos musicales de Duff, fotos exclusivas y una cubierta distinta del disco compacto.
El álbum fue anunciado como prenominado a los Grammy Awards 2008 en las categorías "Mejor Interpretación Pop Femenina" por "With Love" y "Mejor Álbum Pop". Sin embargo, cuando se dio a conocer la lista final de nominados, el álbum no fue elegido para competir en ninguna de las categorías.
Dignity es un álbum donde Hilary da un giro electrónico a su habitual estilo, con un ritmo más bailable y orgánico. En este disco intervienen instrumentos reales, con un estilo menos pop rock y más electrónico. Duff incluyó en el álbum música pop-dance, hindú y ritmos balineses, al estilo de los años '50. Duff citó como influencia del disco a Gwen Stefani, Beyoncé y en particular el grupo The Faint, que mezclan "dance beats" con instrumentos en vivo y elementos de rock de India. El álbum ha sido comparado con la música de Depeche Mode, Gwen Stefani, Madonna, Justin Timberlake, Kylie Minogue, Christina Aguilera, Prince, Backstreet Boys y Britney Spears.
Dignity fue lanzado en dos ediciones: la versión estándar, que contiene 14 canciones inéditas, incluyendo Play with Fire, Stranger y el éxito With Love, y la versión de lujo, que además de las nuevas canciones, contiene 9 vídeos musicales de Duff, fotos exclusivas y una cubierta distinta del disco compacto.
El álbum fue anunciado como prenominado a los Grammy Awards 2008 en las categorías "Mejor Interpretación Pop Femenina" por "With Love" y "Mejor Álbum Pop". Sin embargo, cuando se dio a conocer la lista final de nominados, el álbum no fue elegido para competir en ninguna de las categorías.

## Promoción

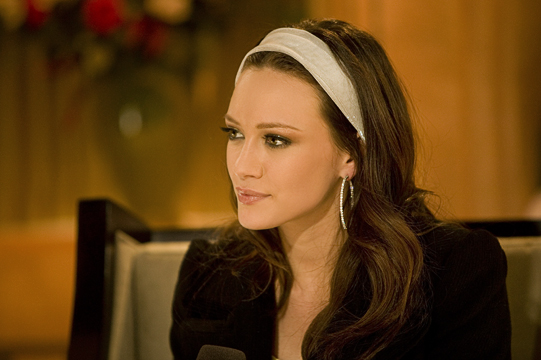
Taken at MuchMusic during the taping of Live@Much: Hilary Duff.

### Sencillos
En octubre de 2006 fue lanzado sólo en Estados Unidos el sencillo "Play with Fire", siendo el 21 de agosto de 2006 en la radio americana. Llegó a la posición nº113 del Airplay; no entró al Billboard Hot 100, y fue un éxito menor en las discotecas estadounidenses donde avanza hasta la posición nº31 del Dance Club Play. El vídeo debutó en la octava posición en MTV TRL de EE. UU., logra llegar a la quinta posición y a los 19 días sale de lista.
El primer sencillo mundial del álbum fue "With Love", lanzado en febrero de 2007. Se ha convertido en el sencillo de Duff con más promoción en las radios del mundo, incluyendo Estados Unidos, Canadá, Reino Unido, Australia, Italia y Asia. El sencillo fue lanzado el 20 de febrero de 2007 en todas las estaciones de radio de los Estados Unidos, y alcanzó la posición n°26 del Airplay.
Alcanzó la posición n°24 del Hot 100 estadounidense, la n°17 en el Pop 100, y ocupó el primer lugar de las listas dance del Dance Club Play y Dance Airplay por dos semanas, convirtiéndose en el sencillo más exitoso de Duff en Estados Unidos. En el Reino Unido llegó al puesto n°29 y al n°22 en Australia.
With Love fue Top10 en varios países de Asia: (Malasia, Singapur y Taiwán), América: ( Chile, Venezuela y Panamá), y Europa: (Croacia e Italia).
El vídeo de With Love en TRL de EE. UU. alcanzó la primera posición por ocho días consecutivos y fue retirado del programa al cumplir 40 días. En tanto que en el conteo anual de MTV Sur de los 100 vídeos más pedidos durante el año (2007) (Argentina, Uruguay, Paraguay), "With love" se ubicó en la primera posición, dejando atrás a vídeos como "Umbrella" (de Rihanna), "Girlfriend" (de Avril Lavigne), y "Bella traición" (de Belinda).
El segundo sencillo del álbum fue "Stranger", lanzado en junio de 2007 en algunas de las emisoras de radio contemporáneas de Estados Unidos, alcanzando el puesto n°82 del Airplay y colocándose en el puesto nº97 del Billboard Hot 100.
Fue un éxito en los clubes nocturnos americanos, donde alcanzó la primera posición nuevamente de las listas "dance" por dos semanas consecutivas. El sencillo fue Top10 en Hong Kong, Bulgaria, República Checa, Italia, Malta, Venezuela y Singapur, y fue un éxito en el Top 30 de Los 100 vídeos más pedidos de MTV Latinoamérica Sur en el 2007, en MTV Latinoamérica Norte enarboló la posición n.° 41.
El vídeo de Stranger en TRL EE. UU. tuvo un éxito moderado, alcanzó el segundo lugar del conteo en varias oportunidades y a los 27 días salió del programa.
Para 2008 estaba previsto el lanzamiento de "Gypsy Woman" como tercer sencillo mundial, y cuarto en EE. UU., de "Dignity", pero Hollywood Records no quiso invertir más en el álbum y el lanzamiento de un cuarto sencillo ("Danger") fue cancelado.

### Dignity Tour
Hilary presentó el álbum en una serie de conciertos por Estados Unidos y Canadá entre julio y septiembre de 2007 llamada "Dignity Tour", luego realizó conciertos por México, Brasil y Australia en promoción del álbum a principios de 2008.

## Recepción crítica
Dignity ha sido el álbum de Hilary que ha recibido las mejores críticas, en general fue recibido de manera positiva y ha sido calificado como "el mejor álbum de Hilary".
En su revisión por Allmusic dice:«desde la foto de portada suave, impecable, impecable y de buen gusto, más adecuada para Harper's Bazaar que un álbum pop, hasta las arrogantes implicaciones del título, el tercer álbum de Hilary Duff , Dignity , parece ser el auto de la estrella adolescente. estilo, álbum adulto consciente de sí mismo. Demasiado adulta, en realidad, ya que el envase hace que parezca que Hilary se saltó sus años salvajes e inquietos y se dirigió directamente hacia la pulida blandura contemporánea de los adultos. Pero, como una vez cantó Bo Diddley , no se puede juzgar un libro mirando su portada, y Dignity no es lo que parece. Sin duda, es un álbum para adultos, pero es un álbum para adultos jóvenes, impulsado casi en su totalidad por ritmos electrónicos relucientes, que consiste casi en su totalidad en canciones de baile, y que nunca pareció tan sofocante como esa tapa mal concebida. Si bien nunca es tan elegante y frágil como el funk frío y robótico de FutureSex / LoveSounds , Dignity seguramente se esfuerza por ser un giro más feliz y amigable en ese sonido electropop: dance-pop para personas que nunca pisan un club, lo cual también significa que, incluso si los ritmos se ponen a la vanguardia, las pistas se basan en una sólida base de composición que, gracias al empresario pop adolescente Kara DioGuardi , son robustas, atrapantes y memorables. Es el tipo de música que hace alguien que sabe lo que está de moda, pero que de ninguna manera marca tendencias, pero que, en pocas palabras, es quién es Hilary Duff : no es la chica más guapa, pero es la chica popular que está sigue siendo amigable con los inadaptados, los nerds y los burnouts, por lo que a todos todavía les gusta, aunque a veces sea de mala gana. Esa persona brilla fuertemente en Dignity , que tiene una huella autobiográfica más fuerte que casi cualquier otro álbum pop adolescente de la década de 2000. A pesar de esa fotografía brillante, Hilary se muestra tan contradictoria y conflictiva como cualquier persona de 20 años en medio de una desordenada separación pública. En su esencia, Dignity es el sonido de la chica más popular de la escuela despidiendo a su novio de toda la vida y a sus viejos amigos y volviendo a empezar la vida. Los ex amigos se dieron a conocer por completo toma golpes en Are Lindsay y Britney , que ganan Hilary 'desprecio s, ya que son partes de distancia, en las colinas de Hollywood, mientras que el novio es Good Charlotte ' s Joel Madden - y sabiendo todo esto a través de tabloides y chismes En realidad, los blogs hacen que las letras literales de Dignity sean más interesantes, ya que cuando canta sobre ser tentada por hombres peligrosos o redescubrir una parte de ella, ella pierde o incluso evita a los acosadores, juegan como confesiones, no como invenciones. El hecho de que estas entradas de diario estén unidas a los impecables beats de los clubes le da a este un atractivo y contemporáneo toque fresco, ya que el sonido coincide con las ideas detrás de las letras; es el sonido del pop adolescente que envejece a fines de la década de 2000. Lástima, entonces, que Hilary todavía suena como una niña. No suena como la valiente Lizzy McGuire, pero su voz es delgada, dulce, frágil, en absoluto como una mujer, por lo que Dignity ocasionalmente puede sentir que está probando la ropa de su hermana mayor mientras imagina cómo será su vida. como una vez que ella es toda crecida (lo que también le da a la historia de Madden una corriente subterránea depredadora espeluznante). Incluso si es difícil no desear que Hilary sonase más cerca de su edad, con esta pequeña voz todavía suena fácil de identificar y, sobre todo, simpática, percepciones que solo se ven reforzadas por su decidido deseo de aferrarse a su dignidad en esta época sensacionalista. Puede que aún esté atrapada entre la niñez y la feminidad, pero en Dignity logra avances serios para convertirse en una cantante madura, lo que hace que este sea un álbum efectivo y extrañamente entrañable». finalizó dándole 4 estrellas de 5.
Entertainment Weekly le dio una revisión de B+, describiéndolo como "100 por ciento electropop, inundado de bleeping synths, grabado con una nueva voz irritante de Duff. Sería insensato no esperar un feliz final en el futuro de Duff, pero con Dignity, el dolor por amor nos trae lo mejor de ella". Manchester Evening News llamó al álbum como "una experiencia comercial... el mejor material de Hilary"; con un promedio de 3/5 estrellas, también en la crítica escribieron que "algunas veces la voz de Duff es muy débil". The Guardian escribió "los mejores cortes que celebrar en contra de la misma Kylie, aunque la comparación más adecuada es Rachel Stevens' fantástico álbum como solista, pero por debajo de Come & Get It"; otorgándole al disco 4/5 estrellas.

## Desempeñó comercial
Dignity debutó en el número tres en el Billboard 200 de Estados Unidos, vendiendo 140,000 copias en su primera semana. El debut fue más bajo que los álbumes anteriores de Duff, cada uno de los cuales entró en el número uno o dos con ventas en la semana de apertura de alrededor de 200,000 copias. Billboard escribió que la continua evolución de Duff en sonido e imagen ... puede haber resultado en su pérdida algunos de sus fanáticos mucho más jóvenes ". El álbum ha vendido un total de 412,000 copias en los Estados Unidos para junio de 2015. El álbum debutó en el número veinticinco en el Reino Unido con ventas de más de 8,000 copias en la primera semana. El álbum pasó tres semanas entre los primeros setenta y cinco de la lista de álbumes del Reino Unido. Dignity rompió la racha consecutiva número uno de Duff en Canadá, entrando en la lista de álbumes en el número tres con 20,000 copias vendidas. En respuesta, Duff dijo que "no podría estar más feliz" y se sintió afortunada de que Dignity haya vendido la cantidad que ganó, teniendo en cuenta el estado del mercado y las moderadas cifras de ventas de otros álbumes esa semana. El álbum debutó en el número diecisiete en ARIA Albums Chart en Australia, vendiendo aproximadamente 2.300 copias en su primera semana. El Herald Sun se refirió a él como "muerto en el agua" en su segunda semana en la tabla. En Italia, Dignity recibió una certificación Oro del FIMI para envíos a tiendas de más de 40,000 copias. El álbum ha vendido 1.5 millones de copias en todo el mundo.

## Lista de canciones
- Edición estándar

| Dignity |                      |                                                                       |          |  |
| N.º     | Título               | Escritor(es)                                                          | Duración |  |
| 1.      | «Stranger»           | Hilary Duff, Kara DioGuardi, Vada Nobles, Derrick Haruin, Julius Diaz | 4:11     |  |
| 2.      | «Dignity»            | Hilary Duff, Kara DioGuardi, Chico Bennett, Richard Vission           | 3:13     |  |
| 3.      | «With Love»          | Hilary Duff, Kara DioGuardi, Vada Nobles, Julius Diaz                 | 3:01     |  |
| 4.      | «Danger»             | Hilary Duff, Kara DioGuardi, Vada Nobles, Mateo Camargo, Julius Diaz  | 3:31     |  |
| 5.      | «Gypsy Woman»        | Hilary Duff, Haylie Duff, Ryan Tedder                                 | 3:15     |  |
| 6.      | «Never Stop»         | Hilary Duff, Kara DioGuardi, Chico Bennett, Richard Vission           | 3:13     |  |
| 7.      | «No Work, All Play»  | Hilary Duff, Kara DioGuardi, Greg Wells                               | 4:17     |  |
| 8.      | «Between You and Me» | Hilary Duff, Kara DioGuardi, Chico Bennett, Richard Vission           | 3:05     |  |
| 9.      | «Dreamer»            | Hilary Duff, Kara DioGuardi, Farid Nassar                             | 3:11     |  |
| 10.     | «Happy»              | Hilary Duff, Kara DioGuardi, Mitch Allan, Rhett Lawrence              | 3:29     |  |
| 11.     | «Burned»             | Hilary Duff, Kara DioGuardi, Farid Nassar                             | 3:22     |  |
| 12.     | «Outside of You»     | Pink, Chantal Kreviazuk, Raine Maida                                  | 4:04     |  |
| 13.     | «I Wish»             | Hilary Duff, Kara DioGuardi, Tim Kelley, Bob Robinson                 | 3:51     |  |
| 14.     | «Play With Fire»     | Hilary Duff, Kara DioGuardi, Rhett Lawrence, will.i.am                | 3:01     |  |
| 48:36   |                      |                                                                       |          |  |

| Bonus track |                             |                               |          |  |
| N.º         | Título                      | Escritor(es)                  | Duración |  |
| 15.         | «With Love» (DJ Kaya Remix) | Duff, DioGuardi, Nobles, Diaz |          |  |

| Bonus tracks exclusivos de Best Buy |                             |                                                               |          |  |
| N.º                                 | Título                      | Escritor(es)                                                  | Duración |  |
| 15.                                 | «Play With Fire» (Rock Mix) | Hilary Duff, Kara DioGuardi, Rhett Lawrence, will.i.am        | 3:01     |  |
| 16.                                 | «Stranger» (Vada Mix)       | Hilary Duff, Kara DioGuardi, Vada Nobles, Haruin, Julius Diaz | 4:11     |  |

| Bonus tracks exclusivos de Wal-Mart |                                          |                                                             |          |  |
| N.º                                 | Título                                   | Escritor(es)                                                | Duración |  |
| 15.                                 | «With Love» (Richard Vission Remix)      | Hilary Duff, Kara DioGuardi, Vada Nobles, Julius Diaz       | 6:06     |  |
| 16.                                 | «Play With Fire» (Richard Vission Remix) | Hilary Duff, Kara DioGuardi, Rhett Lawrence, will.i.am      | 3:11     |  |
| 17.                                 | «Dignity» (Richard Vission Remix)        | Hilary Duff, Kara DioGuardi, Chico Bennett, Richard Vission | 3:45     |  |
| 18.                                 | «Play With Fire» (Vada Mix)              | Hilary Duff, Kara DioGuardi, Rhett Lawrence, will.i.a       | 3:17     |  |
| 19.                                 | «Come Clean» (Dance Mix)                 | Kara DioGuardi, John Shanks                                 | 3:44     |  |

| Deluxe Edition DVD |                                     |          |  |
| N.º                | Título                              | Duración |  |
| 1.                 | «At home with Hilary Duff»          | 32:41    |  |
| 2.                 | «Why Not» (Music video)             | 3:06     |  |
| 3.                 | «So Yesterday» (Music video)        | 3:34     |  |
| 4.                 | «Come Clean» (Music video)          | 3:32     |  |
| 5.                 | «Our Lips Are Sealed» (Music video) | 2:41     |  |
| 6.                 | «Fly» (Music video)                 | 3:55     |  |
| 7.                 | «Wake Up» (Music video)             | 3:39     |  |
| 8.                 | «Beat of My Heart» (Music video)    | 3:10     |  |
| 9.                 | «Play with Fire» (Music video)      | 3:02     |  |
| 10.                | «With Love» (Music video)           | 3:07     |  |

## Posicionamiento en listas
| Chart (2007)                       | Peak position |
| ---------------------------------- | ------------- |
| Argentine Albums (CAPIF)           | 15            |
| Australian Albums (ARIA)           | 17            |
| Canadian Albums (Billboard)        | 3             |
| Colombian Albums (National-Report) | 1             |
| French Albums (SNEP)               | 133           |
| Irish Albums (IRMA)                | 10            |
| Italian Albums (FIMI)              | 8             |
| Japanese Albums (Oricon)           | 12            |
| Mexican Albums (AMPROFON)          | 22            |
| New Zealand Albums (RIANZ)         | 31            |
| Spanish Albums (PROMUSICAE)        | 12            |
| Swiss Albums (Schweizer Hitparade) | 64            |
| UK Albums (OCC)                    | 25            |
| US Billboard 200                   | 3             |

## Certificaciones
| País                  | Certificación | Ventas  |
| --------------------- | ------------- | ------- |
| Estados Unidos (RIAA) | Oro           | 500,000 |
| Reino Unido (BPI)     | Plata         | 67,000  |
| Italia (FIMI)         | Oro           | 20,000  |
| Irlanda (IRMA)        | Oro           | 40,000  |

## Historial de Lanzamiento
| País           | Fecha               | Edición                       | Distribuidor |
| -------------- | ------------------- | ----------------------------- | ------------ |
| Italia         | 21 de marzo de 2007 | - Estándar - Deluxe Edición   | Virgin       |
| Reino Unido    | 26 de marzo de 2007 | - Estándar - Deluxe Edición   | EMI          |
| España         | 26 de marzo de 2007 | - Estándar - Deluxe Edición   | EMI          |
| Japón          | 28 de marzo de 2007 | - Estándar - Edición Limitada | Avex Trax    |
| Austria        | 30 de marzo de 2007 | - Estándar - Deluxe Edición   | EMI          |
| Alemania       | 30 de marzo de 2007 | - Estándar - Deluxe Edición   | EMI          |
| Suiza          | 30 de marzo de 2007 | - Estándar - Deluxe Edición   | EMI          |
| Australia      | 31 de marzo de 2007 | - Estándar                    | EMI          |
| Canadá         | 3 de abril de 2007  | - Estándar - Deluxe Edición   | Universal    |
| Estados Unidos | 3 de abril de 2007  | - Estándar - Deluxe Edición   | Hollywood    |
| Australia      | 19 de enero de 2008 | - Tour Deluxe Edición         | EMI          |

## Premios y nominaciones
Premios obtenidos por Duff con Dignity:
MuchMusic Video Awards
- Mejor Artista Internacional (por With Love)

Teen Choice Awards
- Mejor Canción de amor (por "With Love")

### Pre-Nominaciones
El álbum fue prenominado al Grammy, pero no quedó seleccionado en la lista final de nominados
Grammy Awards
- Mejor Álbum Pop
- Mejor Interpretación Pop Femenina (por "With Love")

### Nominaciones
Premios a los cuales fue nominada Duff, pero que no ganó:
MuchMusic Video Awards
- Mejor Cantante Femenina